# Siergiej Botkin

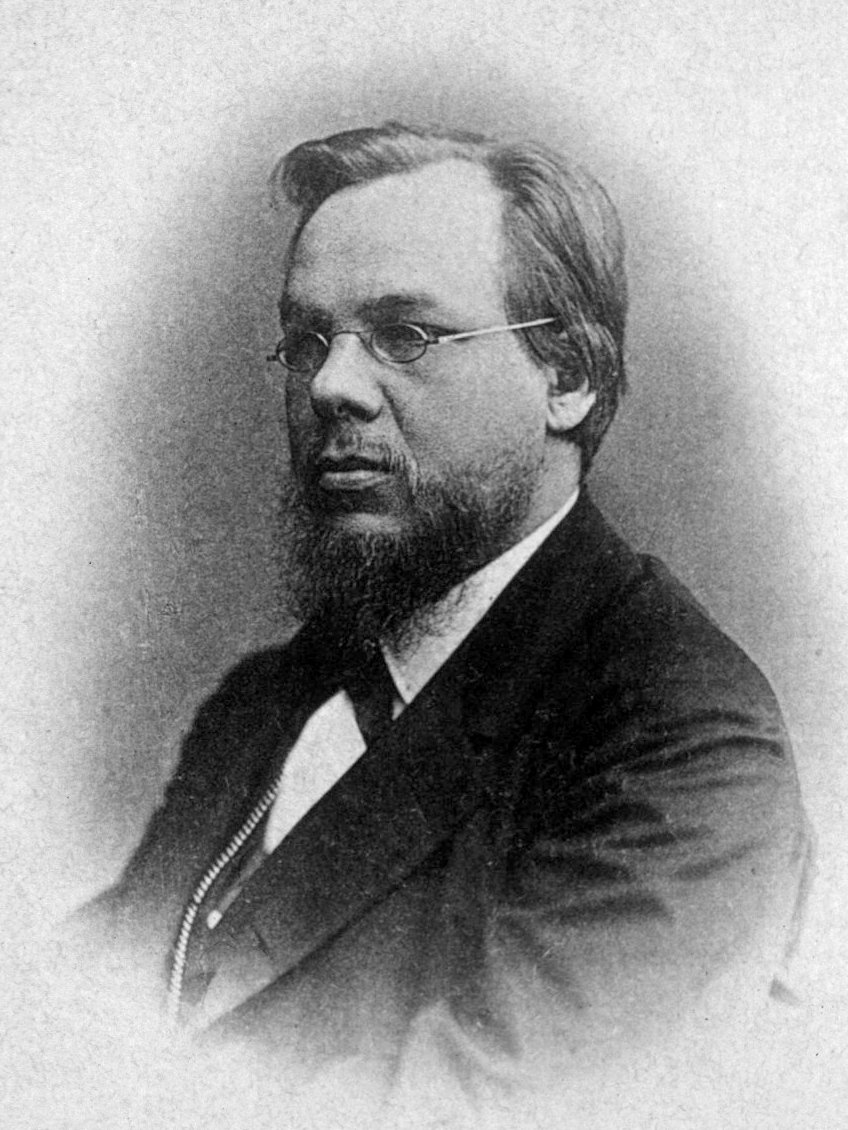
Siergiej Pietrowicz Botkin

Siergiej Pietrowicz Botkin  (ros. Сергей Петрович Боткин, ur. 24 sierpnia?/5 września 1832 w Moskwie, zm. 12 grudnia 1889 w Mentonie) – rosyjski lekarz. 
Syn kupca Piotra Kononowicza Botkina. Wprowadził do rosyjskiej medycyny badanie pośmiertne i triage. Był nadwornym lekarzem cara Aleksandra II i Aleksandra III. Jego syn Jewgienij był nadwornym lekarzem Mikołaja II. 
W Sankt Petersburgu stoi jego pomnik. Na jego cześć nazwano Szpital Botkina.